# Swizzonic
Die Swizzonic AG mit Sitz in Zürich ist ein Schweizer Domain-Registrar und Web-Hosting-Unternehmen. Sie bietet Dienstleistungen um die Registrierung von Domain-Namen inklusive Mailadressen, Webhosting und Website-Builder für Unternehmen und Privatpersonen. 

## Geschichte
Im Rahmen der sich abzeichnenden Liberalisierung des Marktes im Bereich der Registrare gründete SWITCH, der Betreiber des Wissenschaftsnetzes der Schweizer Hochschulen und offizielle Registry von .ch und .li Domain-Namen, im Jahr 2009 die Tochtergesellschaft switchplus, um den Kunden auch weitere Domain-Endungen und zusätzliche Web- und Mail-Dienste anbieten zu können.  
Im Jahr 2016 erlangte switchplus die Akkreditierung durch die  Internet Corporation for Assigned Names and Numbers (ICANN). Mit über 400.000 registrierten Domain-Namen für rund 130.000 Kunden besitzt die switchplus den höchsten Marktanteil unter allen .ch- und .li-Registraren in der Schweiz.
Im Dezember 2018 verkaufte SWITCH die Firma switchplus an die belgische Combell-Gruppe.
Anlässlich des 10-jährigem Firmenjubiläum im Jahr 2019, gab switchplus die Namensänderung der Firma unter dem neuen Namen Swizzonic bekannt.
Anfang 2022 erhöhte Swizzonic die Preise für .ch- und .li-Domains massiv auf 38.20 CHF/Jahr für Erneuerungen. Neu gibt es nur noch Domains inklusive Webhosting bei Swizzonic, dies in Missachtung der Verordnung über Internet-Domains (VID) Art. 20 Abs. 1. Kunden, die ihre Domain einst bei der einzigen verfügbaren staatlichen SWITCH oder switchplus registriert haben und das zusätzliche Angebot nicht benötigen wechseln mit Vorteil zu einem anderen Registrar.

## Produkte und Dienstleistungen
Das Produktportfolio beinhaltet Dienstleistungen um den Internetauftritt einer Privatperson oder KMU. Die angebotenen Dienstleistungen von Swizzonic gliedern sich in die zwei Bereiche Domain-Geschäft und Hosting-Geschäft.